# طارق (عمان)
منطقة طارق إحدى مناطق أمانة عمان الكبرى التي تشكل لواء ماركا التابع لمحافظة العاصمة في المملكة الأردنية الهاشمية. تقع في الجزء الشمال الشرقي للعاصمة الأردنية عمّان وتتكون من عشر أحياء أو تجمعات سكنية.

## مساحتها
تبلغ مساحتها (26 كم²) وبعدد سكان (1,000,000 نسمة) , ويوجد بها عدد من الأحياء السكنية التي تمتاز بالهدوء والعمران الجميل والرقي ويغلب عليها طابع عمان الغربية... تقع شمال عمان وتمتاز بطقسها الجميل صيفا لكونها منطقة جبلية ويحد بها من الشمال أبو نصير وشفا بدران ومن الشرق بسمان ومن الغرب المدينة الرياضية ومن الجنوب الشرقي عين غزال وضاحية الأميرة سلمى, وتمتد طارق من مدارس إكسفورد إلى حدود عين غزال " حدود ماركا التي تقع في عمان الشرقية"

## الحدود التنظيمية
تحدها تنظيميا عدد من المناطق عددها (4).